# فاتح چنگیز
فاتح چنگیز متولد ۲۶ سپتامبر ۱۹۹۵ کشتی‌گیر فرنگی‌کار تیم ملی ترکیه است.
از افتخارات وی می‌توان به کسب مدال برنز وزن ۷۵ کیلوگرم در مسابقات قهرمانی کشتی جهان ۲۰۱۷ اشاره کرد.

## مسابقات قهرمانی کشتی جهان ۲۰۱۷
یوکسل در وزن ۷۵ کیلو مسابقات قهرمانی کشتی جهان ۲۰۱۷ پاریس حاضر بود که در مسابقه اول به الکساندر چخیریکین از روسیه باخت و با توجه به حضور این کشتی‌گیر در فینال، به دیدار شانس مجدد رفت. او در مراحل شانس مجدد اولدریچ وارگا از چک و ژانگ گانگ از جین را شکست داد و به دیدار رده‌بندی رسید. وی در این دیدار به تاماس لورینز کشتی‌گیر مجارستانی باخت و پنجم شد. پس از مسابقات تست آزمایش الکساندر چخیریکین برنده مدال نقره، مثبت اعلام شد که در نتیجه مدال نقره به تاماس لورینز و مدال برنز به فاتح چنگیز رسید.